# Мартен Руманьяк
«Мартен Руманьяк» (фр. Martin Roumagnac) — фильм режиссёра Жоржа Лакомба.

## Сюжет
Бланш Ферран (Марлен Дитрих) — очаровательная владелица магазина певчих птиц. Во время боксерского матча она знакомится с каменщиком Мартином Руманьяком (Жан Габен). Между ними завязывается продолжительный любовный роман.
Обуреваемый пожаром любви Мартен пытается устроить их совместную жизнь как можно лучше. Тем временем довольно обеспеченный и знатный вдовец консул Де Лобри делает Бланш предложение. Бланш колеблется. Теперь их встречи с Мартином становятся тайными. В городе ходят сплетни. Услышав от консула Де Лобри весьма нелестный отзыв о Мартене Руманьяке, Бланш отвергает его предложение. Тем временем, Мартин, ранее всегда спокойный и кроткий, превращается в озлобленного ревнивца. Городские сплетни доводят его до полного безумия.

## В ролях
- Марлен Дитрих — Бланш Феран
- Жан Габен — Мартен Руманьяк
- Жан д'Ид — дядя Бланш
- Даниэль Желен — учитель
- Марго Лион — Жанна, сестра Мартина